# Тетраметилгерманий
Тетраметилгерманий — элементоорганическое вещество, простейшее алкилпроизводное германия с формулой Ge(CH3)4, бесцветная жидкость.

## Получение
- Реакция хлорида германия с диметилцинком:

{\displaystyle {\mathsf {GeCl_{4}+2Zn(CH_{3})_{2}\ {\xrightarrow {}}\ Ge(CH_{3})_{4}+2ZnCl_{2}}}}
- Нагревание германия с хлористым метилом в присутствии меди:

{\displaystyle {\mathsf {Ge+4CH_{3}Cl+2Cu\ {\xrightarrow {}}\ Ge(CH_{3})_{4}+2CuCl_{2}}}}
- Действие реактива Гриньяра на хлорид германия(IV):

{\displaystyle {\mathsf {GeCl_{4}+4CH_{3}MgBr\ {\xrightarrow {}}\ Ge(CH_{3})_{4}+2MgCl_{2}+2MgBr_{2}}}}

## Физические свойства
Тетраметилгерманий — бесцветная жидкость.